# 血脈相承
血脈相承（けちみゃくそうじょう、けちみゃくそうしょう）は、仏教において、法が師から、弟子へと相続されることを、人体における血液の流れに譬えた語。
師から授けられるものは、本尊や教義・戒律、切紙などの奥義・秘伝の類、あるいは宝物など、要するに血脈相承における「法」とは、“次代の師となるべき者が相続するもの”である。後期大乗仏教（密教）においては、儀軌や法具の他に「法」そのものが伝えられ、これを法脈として尊ぶ。
基本的に非公開の場で伝達される。単なる相続と見るか、一子相伝の秘儀の相続と見るかで、意味の重みが異なる。

## 各宗派における血脈相承
なお、血脈相承という語を用いない宗派、血脈相承的な概念自体が存在しない宗派もある。

### 浄土真宗
浄土真宗においては伝灯相承（でんとうそうしょう）と呼ぶ。特に浄土真宗本願寺派や真宗大谷派などでは、門主（門首、法主）の座が親鸞の子孫に受け継がれることを指す。

### 真言宗
真言宗では、恵果から受けた伝法灌頂によって、密教の正統は全て空海に相伝されたとしている。

### 禅宗
禅宗では法嗣といい、釈迦 - 摩訶迦葉へと伝えられた教外別伝の法を、代々受け継いだ付法蔵の第28祖が達磨であったとし、禅宗六祖の慧能までの衣鉢の授受を以てその証拠とする。

### 日蓮正宗
日蓮正宗における血脈相承については、別項に記載。

## 善光寺における血脈
長野県にある善光寺では、血脈を浄土往生の認定証のように取り扱っている。
御血脈授与所において、志納をすれば誰でも額に「極楽往生を保障する血脈の印」を頂くことが出来る。江戸時代において既にポピュラーな儀式であったようで、落語の『お血脈』の題材に使用された。